# NGC 1083
NGC 1083 is een spiraalvormig sterrenstelsel in het sterrenbeeld Eridanus. Het hemelobject werd op 29 september 1886 ontdekt door de Amerikaanse astronoom Lewis A. Swift.

## Synoniemen
- PGC 10445
- MCG -3-8-15
- IRAS02433-1534